# Dmitrij Živogljadov
Dmitrij Viktorovič Živogljadov (in russo Дмитрий Викторович Живоглядов?; Dubna, 29 maggio 1994) è un calciatore russo, di ruolo difensore o centrocampista.

## Statistiche

### Presenze e reti nei club
Statistiche aggiornate all'11 settembre 2021.
| Stagione               | Squadra                | Campionato             | Campionato | Campionato | Coppe nazionali | Coppe nazionali | Coppe nazionali | Coppe continentali | Coppe continentali | Coppe continentali | Altre coppe | Altre coppe | Altre coppe | Totale | Totale | Totale |
| Stagione               | Squadra                | Comp                   | Pres       | Reti       | Comp            | Pres            | Reti            | Comp               | Pres               | Reti               | Comp        | Pres        | Reti        | Pres   | Reti   |        |
| ---------------------- | ---------------------- | ---------------------- | ---------- | ---------- | --------------- | --------------- | --------------- | ------------------ | ------------------ | ------------------ | ----------- | ----------- | ----------- | ------ | ------ | ------ |
| 2015-2016              | Dinamo Mosca           | PL                     | 21         | 0          | CR              | 2               | 0               | -                  | -                  | -                  | -           | -           | -           | 23     | 0      |        |
| 2016-2017              | Ufa                    | PL                     | 20         | 0          | CR              | 4               | 0               | -                  | -                  | -                  | -           | -           | -           | 24     | 0      |        |
| 2017-2018              | Ufa                    | PL                     | 28         | 2          | CR              | 0               | 0               | -                  | -                  | -                  | -           | -           | -           | 28     | 2      |        |
| 2018-2019              | Ufa                    | PL                     | 21+2       | 0          | CR              | 0               | 0               | UEL                | 6                  | 0                  | -           | -           | -           | 29     | 0      |        |
| Totale Ufa             | Totale Ufa             | Totale Ufa             | 69+2       | 2          |                 | 4               | 0               |                    | 6                  | 0                  |             | -           | -           | 81     | 2      |        |
| 2019-2020              | Lokomotiv Mosca        | PL                     | 14         | 0          | CR              | 1               | 0               | UCL                | 0                  | 0                  | SR          | 1           | 0           | 16     | 0      |        |
| 2020-2021              | Lokomotiv Mosca        | PL                     | 24         | 0          | CR              | 2               | 0               | UCL                | 6                  | 0                  | SR          | 0           | 0           | 32     | 0      |        |
| 2021-2022              | Lokomotiv Mosca        | PL                     | 6          | 0          | CR              | 0               | 0               | UEL                | 0                  | 0                  | SR          | 1           | 0           | 7      | 0      |        |
| Totale Lokomotiv Mosca | Totale Lokomotiv Mosca | Totale Lokomotiv Mosca | 44         | 0          |                 | 3               | 0               |                    | 6                  | 0                  |             | 2           | 0           | 55     | 0      |        |
| Totale carriera        | Totale carriera        | Totale carriera        | 136        | 2          |                 | 9               | 0               |                    | 12                 | 0                  |             | 2           | 0           | 159    | 2      |        |

## Palmarès

### Club

#### Competizioni nazionali
- Supercoppa di Russia: 1

Lokomotiv Mosca: 2019
- Coppa di Russia: 1

Lokomotiv Mosca: 2020-2021